# Rejon biłowodski
Rejon biłowodski – była jednostka administracyjna w składzie obwodu ługańskiego Ukrainy.
Powstał w 1923. Miał powierzchnię 1598 km² i liczł około 23 tysięcy mieszkańców. Siedzibą władz rejonu była miejscowość Biłowodśk. W wyniku reformy administracyjno-terytorialnej 19 lipca 2020 roku obszar rejonu wszedł w skład rejonu starobielskiego.
W skład rejonu wchodziły 1 osiedlowa rada oraz 11 silskich rad, obejmujących w sumie 33 miejscowości.